# ПОЗ-Прогресс
ООО «ПОЗ-Прогре́сс» — предприятие машиностроения, расположенное в городе Верхняя Пышма Свердловской области России на территории ОАО "УРАЛРЕДМЕТ". Производит  высокоэнергетические редкоземельные постоянные магниты на основе сплавов SmCo и Nd-Fe-B. Является специальным спонсором ежегодной «Международной конференции по постоянным магнитам» в г. Суздале .

## История

### Магнитотвёрдые материалы на основе сплавовРЗМс  кобальтом
В 1966-67 годах в печати появились сообщения о принципиально новых высокоэнергетических магнитотвёрдых материалах на основе сплавов редкоземельных металлов (РЗМ) с  кобальтом, которые по основным магнитным характеристикам значительно превышали  свойства известных  магнитов на алнико. 
Использование  редкоземельных постоянных магнитов открывало большие возможности для уменьшения размеров существующих магнитных систем и разработки принципиально новых конструкций приборов.
Эти публикации послужили  толчком для начала исследований новых материалов в СССР и, в частности, для проведения совместных исследовательских работ  Проблемной лабораторией постоянных магнитов  УрГУ и Пышминского опытного завода, обладавшего  на тот момент технологиями получения чистых РЗМ и выплавки сплавов заданного состава.
В течение 1968 года была разработана лабораторная технология, а с 1969 года на заводе был организован опытный участок по производству постоянных магнитов(ПМ).
Первые магниты представляли собой спрессованные, не подвергнутые спеканию  тонкодисперсные порошки. 
Данные магниты обладали:
- энергией (ВН)макс =8÷9 МГс×Э,
- коэрцитивной силой 14÷16 кЭ,
- остаточной индукцией 0,55÷0,65 Тл,
- стабильностью свойств в интервале  от минус 70 до плюс 150оС,

но имели низкую механическую прочность, а срок их хранения составлял  лишь 1-2 года.
В связи с этим с начала 1970 года специалистами завода, учеными УрГУ и ИФМ УрО АН СССР проводились интенсивные исследования по поиску режимов спекания заготовок ПМ. В результате в августе 1971 года  удалось разработать оригинальный способ спекания заготовок ПМ, и уже с сентября 1971 года ПОЗ начал поставку механически прочных  магнитов с максимальной магнитной энергией выше 15 МГс×Э и температурой эксплуатации до 150°С.
Магниты поставлялись заказчикам в различных конфигурациях – пластина, диск, кольцо, а в дальнейшем потребовались изделия более сложной формы - со сферической поверхностью, трапециевидные, сектора и др. Поэтому на заводе были разработаны различные конструкции прессформ, позволяющие производить прессование при высоких давлениях (до 16 тс/см2).
Кроме того, заказчиками формулировались  требования по классу точности размеров и чистоты обработки поверхности изделий. Для механической обработки заготовок в 1972-1973 гг. был организован отдельный участок механической обработки ПМ. Были приобретены и запущенны в работу первые шлифовальные станки, подобраны шлифовальные круги, оснастка и отработаны режимы шлифования.
Разработка технологии и поставка опытных партий магнитов позволили конструкторам-разработчикам магнитных систем и приборов произвести необходимые исследования на магнитах, с которыми им в своей практике до этого не приходилось сталкиваться, определить их поведение под влиянием различных физических воздействий, оптимизировать параметры магнитных систем при использовании редкоземельных ПМ. 
Для  выполнения выдвигаемых потребителями требований завод заключил договора с десятками организаций, расширил опытно-промышленный участок производства ПМ, организовал участок по производству оснастки для изготовления магнитов (прессформ, нестандартного оборудования и др.), что позволило довести объем выпускаемых магнитов в 1972 году до 500 кг.
В период с 1969 по 1973 было проведено большое количество исследовательских работ, многие из которых защищены авторскими свидетельствами.  Проведенные исследования позволили существенно улучшить магнитные характеристики выпускаемой продукции, а внедрение в производство разработанных технологий привело к значительному повышению выхода годной продукции,  повышению производительности и качества.
В начале производства  для формования прессзаготовок ПМ использовалось только прямое (одноосное) прессование в металлической матрице (направления текстурующего магнитного поля и усилия прессования совпадали). Однако известно, что применение изостатического прессования (в металлической матрице с эластичным элементом) увеличивает степень текстуры на 10-15%, а магнитная энергия возрастает при этом на 20-25%. В связи с этим  была разработана оснастка, отработаны режимы, подобрано  оборудование для «изостатического» прессования. В итоге данная технология была успешно внедрена в производство и используется по сей день.

### Средства измерения магнитных характеристик
Одним из важнейших вопросов производства  является вопрос измерения магнитных характеристик и аттестации продукции. Первые измерения производились при помощи вибромагнитометра на сферических образцах, изготовленных из кусочков спечённых магнитов. Процесс измерения  был малопроизводительным и достаточно трудоёмким.
Специалистами завода в содружестве с МЭИ был создан автоматический  регистратор статической петли гистерезиса (АРСПГ-4), что позволило обеспечить более надежную и оперативную аттестацию выпускаемых магнитов. Кроме того, производилось оснащение тесламетрами, с помощью которых измерялась магнитная индукция на поверхности магнитов и в центре кольцевых магнитов. После внедрения установок для измерения величины потокосцепления поля магнита с катушками Гельмгольца выпускаемые магниты стали подвергаться надежному 100%-му контролю.
Намагничивание первых ПМ производилось в электромагните, что зачастую приводило к неполному намагничиванию изделий. Поэтому в соответствии с возрастающими требованиями производства специалистами завода была разработана конструкция, а затем  изготовлена и смонтирована  установка  для намагничивания  ПМ импульсным магнитным полем, величина  которого  достигала 60 кЭ.
В итоге к началу 80-х годов сформировалось стабильно работающее производство, расположенное на площади более 1 000 м2,   выпускающее в год несколько тонн постоянных магнитов на основе сплава  SmCo5  (КС-37) с магнитной энергией 14-23 МГс×Э.
Начало второго этапа в развитии производства постоянных магнитов относится к 1980-1983 г.г. В этот период силами специалистов завода в тесном содружестве с учеными УрГУ были проведены исследования по разработке технологии получения магнитов на основе сплава  Sm2Co17 (КС25ДЦ) c  легирующими добавками.
Данный сплав оказался более выгодным как с экономической точки зрения, так и с точки зрения магнитных характеристик: содержание самария в нем на 32%, а кобальта на 21% меньше, чем в сплаве КС-37, а магниты из этого сплава  обладали большей магнитной энергией  и температурной стабильностью. 
В период с 1981 по 1984 гг. были проведены работы по оптимизации технологических режимов получения магнитов на всех стадиях производства: выплавка сплавов, измельчение, спекание и термическая обработка, налажен выпуск продукции с величиной (ВН)мах  до 32 МГс×Э.

### Освоение технологии производства ПМ на основе сплава Nd-Fe-B
Другим важным этапом в развитии производства явилось освоение технологии производства ПМ на основе сплава Nd-Fe-B.
Отсутствие в составе кобальта позволяет снизить цены на редкоземельные магниты в 2-3 раза и значительно расширить область их применения. 
На основании публикаций в печати и исследований, проведенных в Проблемной лаборатории постоянных магнитов УрГУ под руководством А. В. Дерягина,  впервые в стране специалисты завода изготовили  магниты из сплава Nd-Fe-B.
За относительно короткий срок была разработана технология и в 1985 г. начат выпуск ПМ для товаров народного потребления, в частности, для динамиков и микроэлектродвигателей.
Отработанная технология послужила основой  производства магнитов на химическом комбинате «Маяк » (г. Озёрск) и Сибирском химическом комбинате (г. Северск).
Существенным этапом в  расширении ассортимента стал выпуск ПМ с низким температурным коэффициентом индукции, как на основе сплава КС-37 так и на базе КС25ДЦ (ТКИ = |- 0.02 % / С°|).  Использование таких ПМ в магнитных системах приборов позволило значительно сократить их массогабаритные характеристики.
Производство новых видов продукции всегда сопровождалось разработкой и оформлением технических условий.

## Реорганизация
В 1991 году участок постоянных магнитов Пышминского опытного завода был выделен в самостоятельное предприятие с названием «ПОЗ-Прогресс».
На предприятии постоянно проводится обновление оборудования и совершенствуется технология. В частности в 2005-2006 годах были приобретены и приняты в эксплуатацию две импортные печи спекания. Сдана в эксплуатацию установка сухого помола порошков. Организованы участок  резки пресс-заготовок и участок подготовки сырья для выплавки сплавов, что позволило увеличить производительность.
Совершенствование технологии позволило повысить температуру эксплуатации магнитов  из сплава Nd-Fe-B до 180 °С и до  450 °С  КС25ДЦ.
Освоен выпуск кольцевых магнитов с радиальной текстурой.
Кроме производства магнитов, занимается разработкой и изготовлением устройств и механизмов с их использованием, например, магнитных сепараторов.
На основе магнитов собственного производства получены магнитные системы с напряженностью поля до 26 кЭ.

## Известные сотрудники
- Вячеслав Николаевич Бекетов (1950-2017) - с 1988 по 2017 работал технологом, зам. начальника цеха, главным технологом[4].

## Продукция
Освоено производство высокотемпературных постоянных магнитов (ВТПМ) до 500° С на основе Sm-Co-Fe-Cu-Zr